# 小行星2795
小行星2795（2795 Lepage）是一颗围绕太阳公转的小行星。1979年12月16日，亨利·德波鸿诺、埃德加·蘭赫爾·內托（Edgar Rangel Netto）在拉西拉天文台发现了此天体。
該小行星以比利時數學家泰奧菲爾·勒帕吉命名。
这颗小行星的绝对星等为286.5963089573654等。